# Sept-Rivières
Sept-Rivières – regionalna gmina hrabstwa (MRC) w regionie administracyjnym Côte-Nord prowincji Quebec, w Kanadzie. Stolicą jest miasto Sept-Îles. Składa się z 4 gmin: 2 miast i 2 terytoriów niezorganizowanych.
Sept-Rivières ma 35 240 mieszkańców. Język francuski jest językiem ojczystym dla 89,0%, innu-aimun dla 7,5%, a angielski dla 2,5% mieszkańców (2011). Na terenie gminy znajduje się m.in. Île aux Œufs.